# Абу Мария аль-Кахтани
Майсар Али Муса Абдулла аль-Джубури (араб. ميسر علي موسى عبد الله الجبوري‎; 1 июня 1976 — 4 апреля 2024), также известный как Абу Мария аль-Кахтани (араб. أبو ماريا القحطاني‎) — иракский исламский боевик, воевавший в гражданской войне в Сирии. Ранее он был командиром и членом Шуры (высшего совета) Джебхат ан-Нусры.
Родом из Ирака, где прошёл путь от участника добровольческих отрядов Саддама Хуссейна, бойца Танзим Каида и ИГИ до одного из руководителей Джебхат ан-Нусры в Сирии, которая ныне ХТШ, сначала организовавшего заговоры против лидеров ИГ, а позже выступившего против присутствия Аль-Каиды в Сирии и отделения Нусры от неё.

## Биография
Он родился 1 июня 1976 года в Мосульском районе мухафазы Найнава, Ирак. До войны в Ираке 2003 года он был студентом Мосульского университета и членом Федаин Саддам. После падения правительства баасистов он присоединился к иракской полиции в Мосуле, но позже ушёл и в конце концов был арестован. Находясь в Аль-Каиде в Ираке, он служил главой религиозной полиции.

### Переезд в Сирию
Он был отправлен в Сирию вместе с Абу Мухаммадом аль-Джулани в 2011 году руководством ИГИ и служил в Шуре Джебхат ан-Нусры. Будучи подчинённым ИГИ, поскольку это была родительская организация Джебхат ан-Нусры, он был известным активным критиком Абу Бакра аль-Багдади и предпринял многочисленные попытки отделить Джебхат ан-Нусру от ИГИ, что вызвало раскол среди членов ан-Нусры. Выступая за отделение не только от ИГИ, но и от Аль-Каиды в целом, он выражал недовольство коллегам, руководящими Джебхат ан-Нусрой, включая Абу Мухаммада аль-Джулани, также утверждается, что он рассматривал возможность создания своей собственной группы. Он также был известен как сторонник турецких операций в Сирии, несмотря на то, что официальная позиция Тахрир аш-Шам против вмешательства, и утверждалось, что он убивал соперничающих лидеров в Тахрир аш-Шам в попытке поддержать турецкую операцию. Абу Мария аль-Кахтани также участвовал во внутренних ссорах между фракциями, а также во внутренних спорах в самой ан-Нусре, что привело к тому, что его позже уволили с должности шариатского судьи в 2014 году, однако он по-прежнему оставался очень влиятелен и близок к руководству Тахрир аш-Шама.
Получил прозвище Гэлакси, потому что обещал за каждого убитого игиловца подарить своим бойцам по телефону Samsung Galaxy.
В 2016 году он предположительно участвовал в формировании Ахрар аш-Шаркии, которая представляла собой группу, состоящую из лиц, изгнанных из мухафазы Дейр-эз-Зор, многие из которых были ранее боевиками из Ахрар аш-Шам и Джебхат ан-Нусры, группа принимала участие в турецкой военной операции в Африне. Его участие и принадлежность к Ахрар аш-Шаркия неизвестны и в значительной степени подвергались сомнению многими наблюдателями и аналитиками, однако командир Ахрар аш-Шаркии Абу Исхак аль-Ахвази хвалил аль-Кахтани в 2016 году во время интервью после формирования группы. Аль-Ахвази позже покинул Ахрар аш-Шаркию и присоединился к Сирийским демократическим силам и был убит в результате нападения ИГ в городе Бусайра в Дейр-эз-Зоре.
Аль-Кахтани был заключён в тюрьму в августе 2023 года. Он был освобождён в марте 2024 года.
Он был убит в результате нападения террориста-смертника в Сармаде 4 апреля 2024 года, в котором ХТШ обвинила Исламское государство.